# 伊卡洛斯环形山
伊卡洛斯环形山（Icarus）是月球背面赤道区一座古老的大型撞击坑，约形成于酒海纪，其名称取自希腊神话中代达罗斯的儿子伊卡洛斯，
1970年被国际天文联合会批准接受。

## 描述

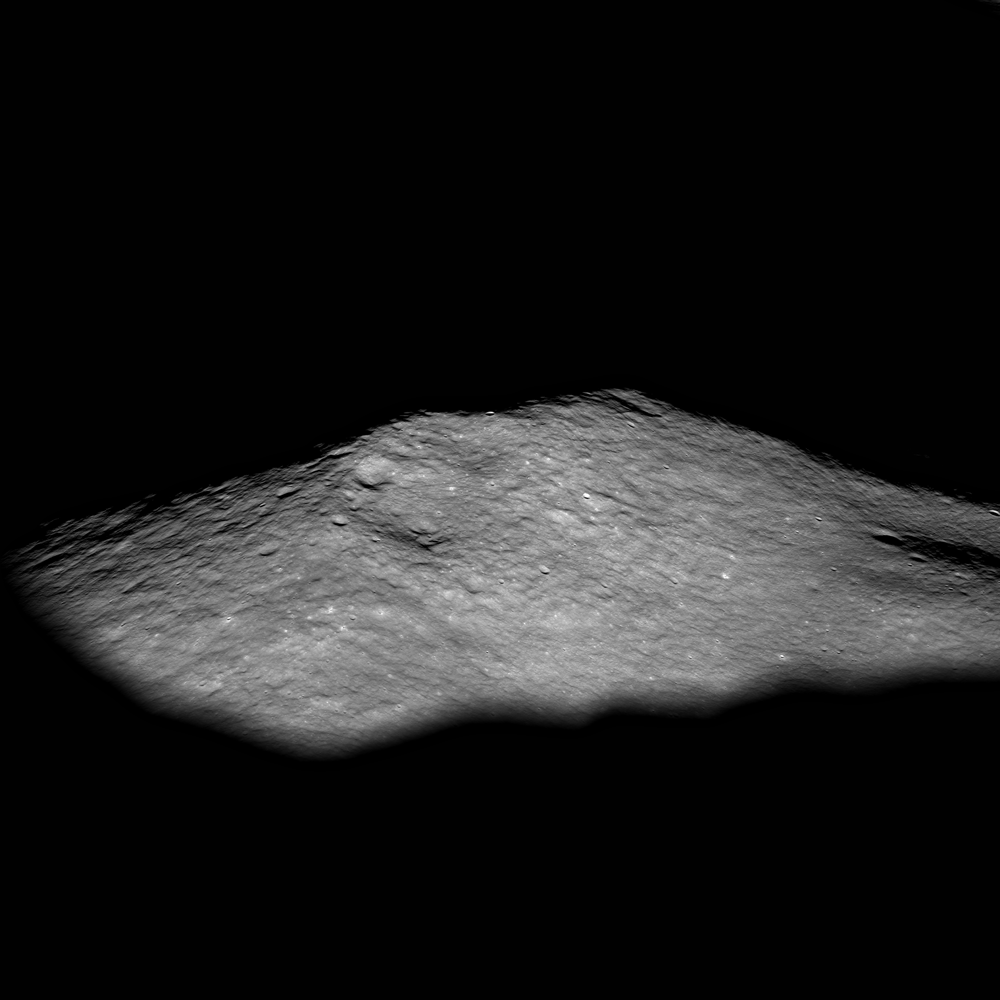
伊卡洛斯环形山的中央峰，月球勘测轨道飞行器拍摄。

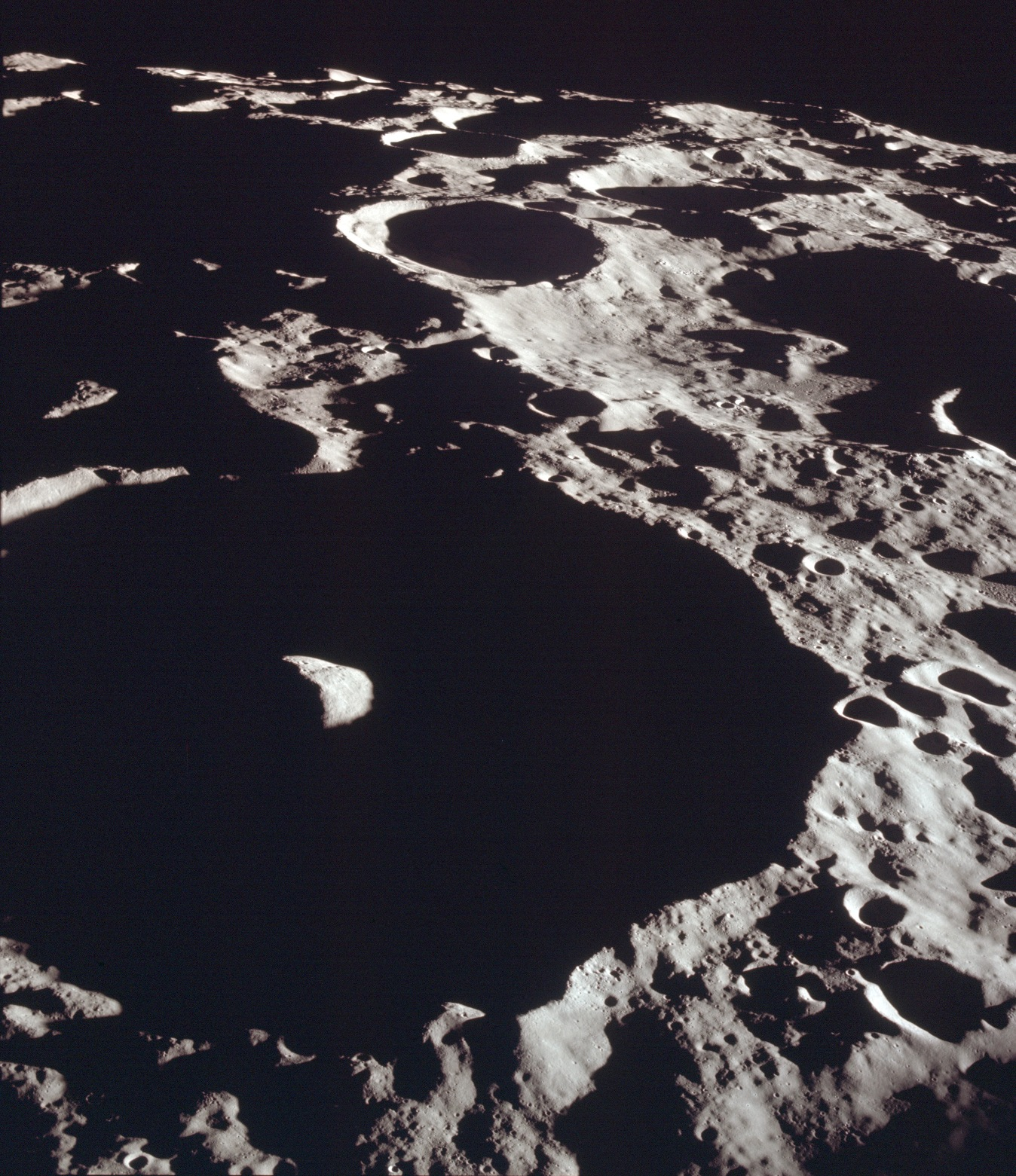
阿波罗11号拍摄的伊卡洛斯环形山朝南斜视图，注意陨坑中被照亮的山峰，显示其高度已超出了坑沿。

该陨坑西侧紧邻代达罗斯环形山、西北偏西靠近利普斯基环形山、康格里夫环形山位于它的东北、东侧是巨大的科罗廖夫环形山、而东南和南面分别横亘着克鲁克斯陨石坑和阿米奇环形山。陨坑中心月面坐标为5°18′S 173°12′W / 5.3°S 173.2°W，直径93.7公里，
深度2.8公里。
该环形山外观呈多边形状，因存续期久长而磨损严重。陨坑坡壁平缓，西侧外壁上覆盖有一群小陨坑，南侧壁横跨着一座小撞击坑，西南壁则略微向外鼓出。陨坑内壁坡非常宽阔，东侧坡可见到残存的阶地状结构；环形山坑壁平均高出周边地形1460米，内部容积9029公里³。坑内中部坐落着一座极高的中央峰，其高度超出坑沿（大多数中央峰的高度仅为所在陨坑深度的一半）。坑底表面除东部一小块平坦区外，其它地区均较崎岖。

## 卫星陨石坑
按惯例，最靠近伊卡洛斯环形山的卫星坑在月图上以字母标注在该坑中心点的旁边。
| 伊卡洛斯 | 纬度   | 经度     | 直径    |
| -------- | ------ | -------- | ------- |
| D        | 4.3° S | 171.2° W | 68 公里 |
| E        | 5.2° S | 168.8° W | 12 公里 |
| H        | 7.8° S | 169.4° W | 32 公里 |
| J        | 7.3° S | 170.9° W | 32 公里 |
| Q        | 7.8° S | 176.2° W | 41 公里 |
| V        | 3.9° S | 176.0° W | 36 公里 |
| X        | 2.2° S | 175.5° W | 43 公里 |

- 卫星坑伊卡洛斯 D约形成于前酒海纪[1]；

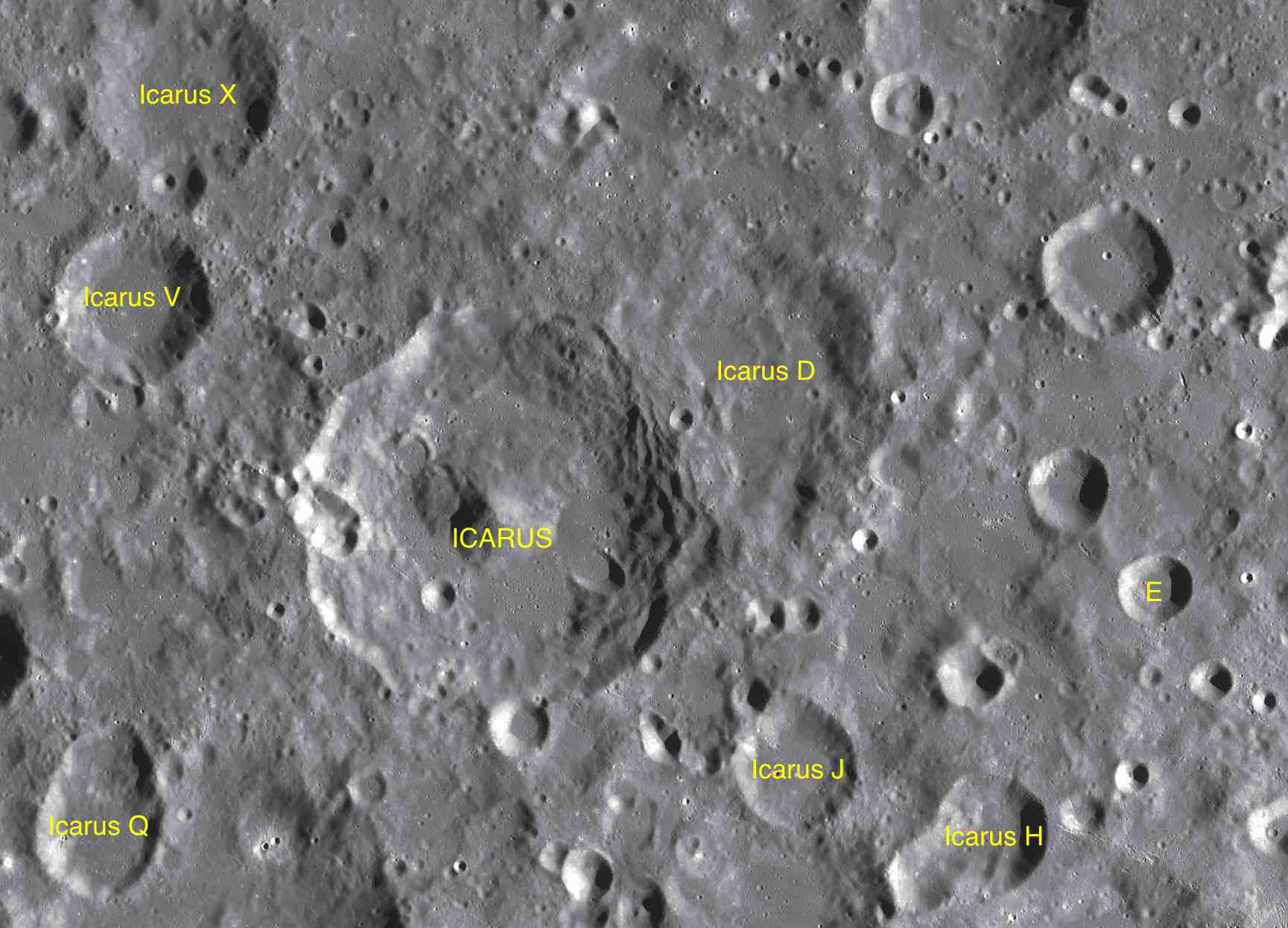
LAC-86 与 LAC-87 拼接图

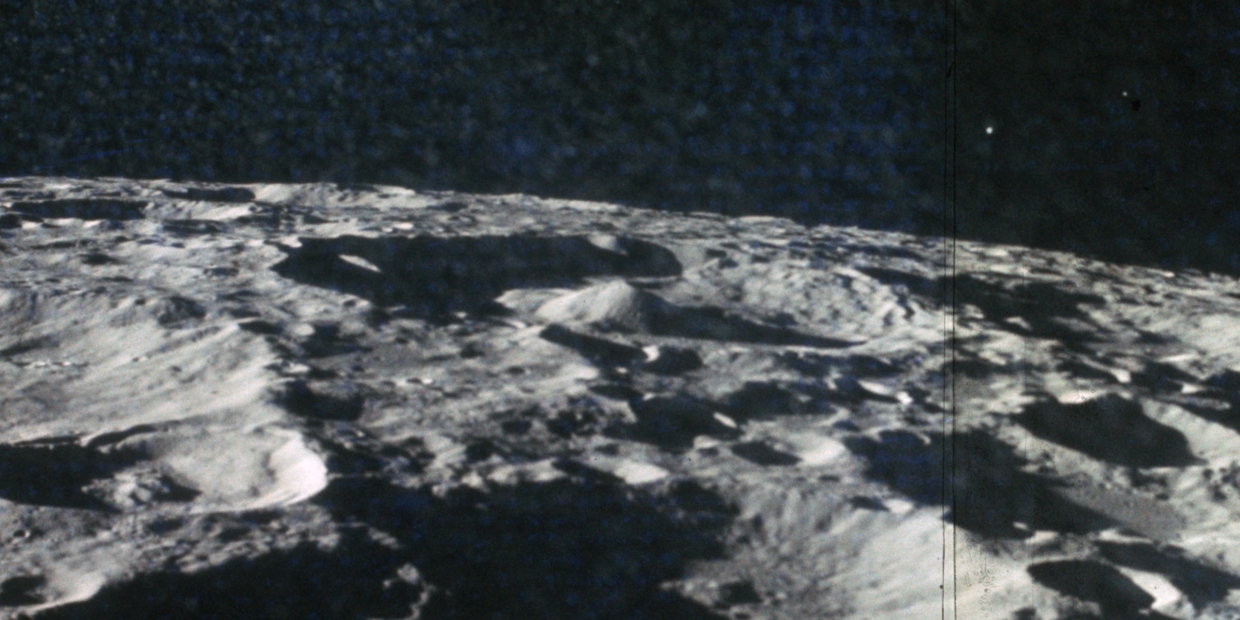
阿波罗17号拍摄的斜视图

- 卫星坑伊卡洛斯 J和伊卡洛斯 V形成于酒海纪[1]。